# Sztylet (anatomia)
Sztylet – twarda, ostra, anatomiczna struktura służąca do wnikania w ciało żywicieli (roślin, grzybów, zwierząt), występującą u niektórych bezkręgowców, w tym niektórych owadów, roztoczy, niesporczaków i nicieni. Kształt sztyletu może służyć do oznaczania poszczególnych gatunków.

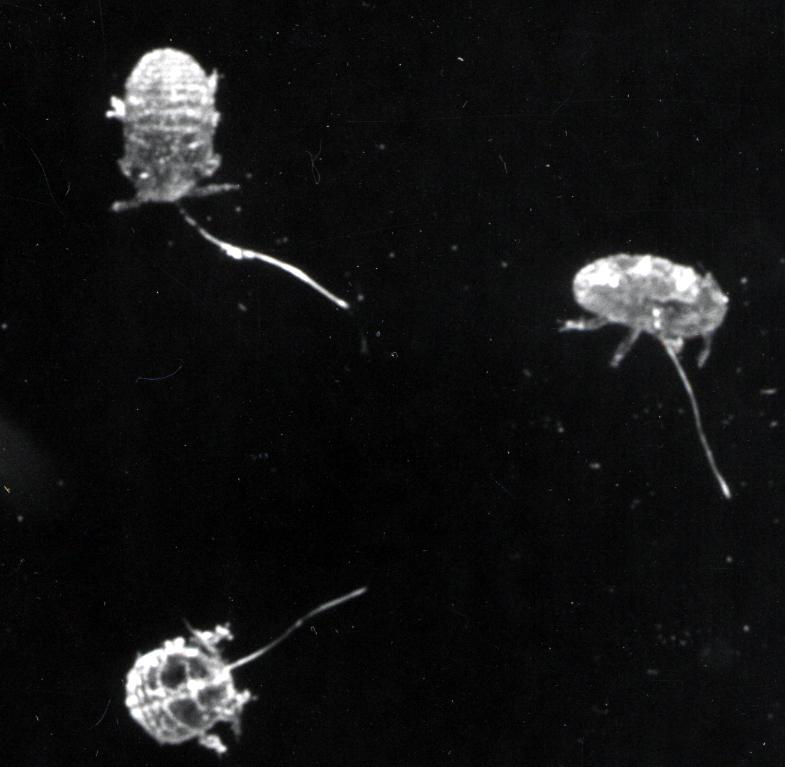
Adelges piceae z rodziny ochojnikowatych z widocznymi sztyletami służącymi do żerowania w kambium.

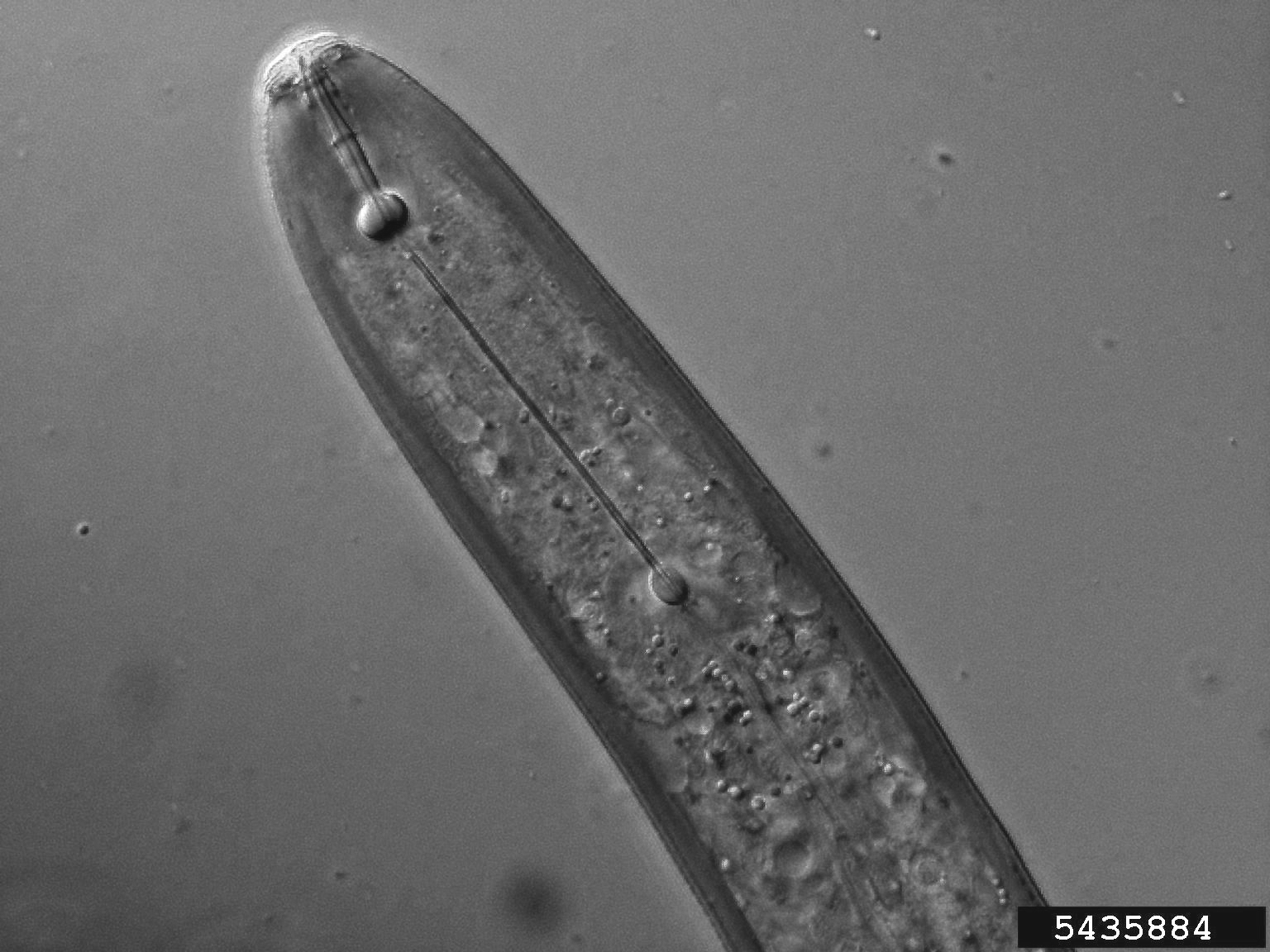
Pratylenchus, rodzaj nicieni. Widoczny w otworze gębowym sztylet.

U owadów sztylet to mocno zesklerotyzowana część kłującego narządu gębowego, służąca do wnikania poprzez skórę żywiciela:
- u wszy są to sztylet brzuszny, kłująca część narządu gębowego, przekształcona warga dolna i sztylet grzbietowy, kłujący skleryt narządu gębowego, przekształcone żuwki (zewnętrzna i wewnętrzna).
- u pcheł są to przekształcone żuwaczki i warga górna
- u pluskwiaków są to przekształcone żuwaczki
- u wciornastków są to przekształcone jedna żuwaczka i jedna żuwka wewnętrzna
- u niektórych muchówek są to przekształcone warga górna, podgębie i  żuwaczki
- u niektórych wojsiłek są to przekształcone warga górna, żuwki i częściowo żuwaczki

U pasożytniczych nicieni (Nematoda) sztylet to zesklerotyzowana, zwykle pusta struktura służąca do odżywiania, poprzez którą uwalniane są wydzieliny do żywiciela i służąca do wnikania w rośliny, grzyby i zwierzęta (stawonogi Arthropoda). Znajduje się ona na czubku pasożytniczego nicienia. Nicień używa sztyletu do nakłuwania komórek żywiciela, pobierania pokarmu, a także do wydzielania białka i metabolitów, które pomagają nicieniom w pasożytowaniu żywiciela. Sztylet jest połączony z gardzielą, która z kolei jest połączona z jelitem. Do gardzieli uchodzi od trzech do pięciu gruczołów ślinowych, które wytwarzają wydzieliny, które mogą być emitowane ze sztyletu i które pomagają we wnikaniu do żywicieli i pasożytnictwie.